# Chen Qian
Chen Qian (født 16. april 1962 i Guiyang, Kina) er en kinesisk komponist, professor, lærer, pianist og violinist.
Qian fik undervisning i violin og klaver som ung. Han studerede senere komposition på Musikkonservatoriet i Sichuan. Qian har skrevet 5 symfonier, orkesterværker, kammermusik, filmmusik, musik til tv, elektronisk musik etc. Han er mest kendt for sine kompositioner for militærorkestre og brassbands. Qians kompositoriske stil er moderne blandet med kinesisk folklore inspiration.

## Udvalgte værker
- 5 Symfonier - for Militærorkestre og Brassbands